# Воронцовка (Умётский район)
Воронцовка — деревня в Умётском районе Тамбовской области. Входит в состав Глуховского сельсовета.
Население 57 (2013) человек

## Общая физико-географическая характеристика
Географическое положение
По автомобильным дорогам расстояние до областного центра города Тамбова составляет 130 км, до районного центра рабочего посёлка Умёт — 13 км. Абсолютная высота 129 метров над уровнем моря. Деревня находится на востоке области, примерно в 12 километрах к северо-востоку от железнодорожной станции Умёт, на линии Москва — Саратов. К востоку от деревни берут притоки реки Вяжель.
Часовой пояс
Воронцовка, как и вся Тамбовская область, находится в часовой зоне МСК (московское время). Смещение применяемого времени относительно UTC составляет +3:00.

## История
Деревня известна с начала XIX века и была представлена единоличными хозяйствами. Жители в основном занимались сельским хозяйством, в том числе для личных нужд: земледелие (пшеница, рожь, овёс, конопля, рапс, подсолнечник, табак, картофель, свёкла, морковь, капуста белокочанная, огурцы, тыква, лук, репа, горох), животноводство: коневодство, крупный рогатый скот, овцеводство, птицеводство (куры, утки, гуси), держали коз, так же было распространено мелкое ремесло внутри семей - переработка шерсти овец в пряжу и изделия из неё (платки-шали, варежки, носки), валяние валенок, пошив из выделанных овечьих шкур верхней зимней одежды (шубы и тулупы), работы в основном проводили в зимнее время, а вечерами — при лучинах. Излишки сельхозпроизводства и ремесла вывозили на базар в Тамалу, где покупали или обменивали на соль, сахар, предметы быта и утвари, а так же мануфактуру и обувь. В деревне было две улицы, или скорее дома стояли полукругом, образуя в середине «выгон», где вечерами собиралась молодежь. До 1960-х годов избы были глинобитные, крытые соломой. Значительную часть внутреннего пространства избы занимала русская печь, топившаяся кизяками с соломой. В деревне преобладал ручной труд. Семьи были многочисленные, число детей доходило до двенадцати.
В 1920-х годах проводилась продразверстка с последующей коллективизацией и созданием колхоза. У семей насильно отбирали зерно и скот.
На начало 2020 года деревня состоит из двух улиц с несколькими подворьями.

## Религия
Жители Воронцовки исповедовали православие, но культовых сооружений в деревне не было, как и погоста. Все таинства, обряды, богослужение и захоронения проводились в селе Глуховка (7 км). Особо почитаемая у населения икона Казанской Божьей Матери. 4 ноября (ст. стиль 22 октября) -  праздничный нерабочий день, все были на службе в  Казанской церкви ( церковь Казанской иконы Божьей Матери ) в Глуховке, на 2020 год действующая. В этот день грязную работу не выполняли (не стирали, не мыли полы, не проводили уборку помещений); а ходили в гости и посещали родителей.

## Население
| 2010 | 2013 |
| ---- | ---- |
| 83   | ↘57  |

Национальный состав
Согласно результатам переписи 2002 года, в национальной структуре населения русские составляли 94 % из 113 человек.